# エクソシスト (カクテル)
エクソシスト (Exorcist) は、テキーラベースのカクテルである。誰が考案したのかは不明。日本以外の国では青い色で憂鬱な気分や恐怖を表現することがあるため、このカクテルの青い色からエクソシスト（悪魔祓いの祈祷師）という名前がつけられたという説もある。

## 標準的なレシピ
- テキーラ - 2/4
- ブルー・キュラソー - 1/4
- レモン・ジュース - 1/4

## 作り方
1. 材料をシェイカーでシェイクする。
2. カクテル・グラスに注ぐ。